# Christiaan Boers
Christianus Franciscus Johannes (Christiaan) Boers (ur. 24 października 1889 w Hadze, zm. 3 maja 1942 w Sachsenhausen (KL)) – kapitan Koninklijke Landmacht (holenderskich wojsk lądowych) podczas II wojny światowej. 

## Życiorys
W czasie bitwy o Afsluitdijk dowodził obroną holenderską, która skutecznie odpierała ataki Wehrmachtu. Jedno z niewielu zwycięstw aliantów na froncie zachodnim w 1940 roku. Po kapitulacji sił holenderskich 15 maja, Boers dołączył do holenderskiego ruchu oporu. Wstąpił do konspiracyjnej organizacji o nazwie Ordendienst (OD). Została utworzona w celu ochrony porządku w okupowanym kraju. 
Wraz z 71 innymi członkami organizacji został złapany i internowany w obozie Sachsenhausen (KL). Został rozstrzelany wraz z członkami OD 3 maja 1942. Miał wtedy 52 lata.

## Wyróżnienia
- 9 maja 1946 został pośmiertnie odznaczony Brązowym Krzyżem.
- Blisko kazamaty został wzniesiony pomnik upamiętniający Christiaana Boersa.
- W dniu 28 czerwca 2005 wiadukt w Kornwerderzand został nazwany na cześć kapitana Boersa.